# 殺意の香り
『殺意の香り』（さついのかおり、原題: Still of the Night）は、1982年製作のアメリカ合衆国のサスペンス映画。ロバート・ベントン監督。ロイ・シャイダー、メリル・ストリープらが出演。
患者が殺された事から事件究明に乗り出す精神分析医の行動と謎めいたブロンド女性の事件とのかかわりを描くサスペンス映画。

## あらすじ
ニューヨーク・マンハッタンである夜、通りに止められた車の中からジョージ・バイナムという男の死体が発見された。
数日後、精神分析医のサム・ライスのもとに、何か怯えたような表情の金髪の美しい女性がサムを尋ねてきた。彼女はブルック・レイノルズという、殺されたジョージの助手であった。
これをきっかけに、サムはミステリアスな事件の謎に巻き込まれて行く。

## キャスト
※括弧内は日本語吹替。
- サム・ライス - ロイ・シャイダー（羽佐間道夫）
- ブルック・レイノルズ - メリル・ストリープ（小林哲子）
- グレース・ライス - ジェシカ・タンディ（京田尚子）
- ジョセフ・ヴィチューチ刑事 - ジョー・グリファシ（小川真司）
- ゲイル・フィリップス - サラ・ボッツフォード（有馬瑞香）
- ジョージ・バイナム - ジョセフ・ソマー（嶋俊介）